# 李师上
李师上（？—？），陇西郡狄道县（今甘肃省定西市临洮县）人，出自陇西李氏姑臧房，北齐太师府参军事李伯卿的儿子，北齐、隋朝官员。

## 生平
李师上聪明敏捷爱好学习，典雅有文辞的意趣和情调，他的的外祖父魏收没有儿子，只有李师上母亲这一个女儿，所以魏收非常喜爱看重李师上，李师上童年时就亲自教授他撰写文章，李师上因此知名于世。北齐武平三年（572年），祖珽上奏后主高纬立文林馆，李师上当时官至开府行参军，与范阳卢公顺被任命为符玺郎，一起被选入文林馆等待诏命。李师上及卢公顺与博陵崔君洽志趣相同、亲密友好，一起随高纬前往晋阳，寄居在佛教寺院中，朝廷官员称他们为“唐寺三少”，为舆论推重赞许就像这样。隋炀帝杨广做晋王的时候，上奏请求让李师上担任晋王府记室，李师上后死在扬州。

## 家族

### 曾祖
- 李玙，东魏前将军、护军、东徐州刺史、安城县伯

### 祖父
- 李诠，北齐任城郡太守

### 父母
- 李伯卿，北齐太师府参军事
- 钜鹿魏氏，北齐尚书右仆射、特进、富平文贞子魏收之女